# Покровское сельское поселение (Волгоградская область)
Покро́вское се́льское поселе́ние — муниципальное образование в составе Ленинского района Волгоградской области.
Административный центр — село Покровка.

## История
Покровское сельское поселение образовано 14 февраля 2005 года в соответствии с Законом Волгоградской области № 1004-ОД.

## Население
| 2010  | 2012  | 2013  | 2014  | 2015  | 2016  | 2017  |
| ----- | ----- | ----- | ----- | ----- | ----- | ----- |
| 1283  | ↗1290 | ↗1300 | ↘1281 | ↘1278 | ↘1263 | ↘1260 |
| 2018  | 2019  | 2020  | 2021  |       |       |       |
| ↘1212 | ↘1209 | ↘1201 | ↘1166 |       |       |       |

## Состав сельского поселения
| № | Населённый пункт | Тип населённого пункта       | Население |
| - | ---------------- | ---------------------------- | --------- |
| 1 | Булгаков         | хутор                        | 28        |
| 2 | Горная Поляна    | хутор                        | 80        |
| 3 | Долгий           | хутор                        | 24        |
| 4 | Лещев            | хутор                        | 181       |
| 5 | Покровка         | село, административный центр | 772       |
| 6 | Степана Разина   | посёлок                      | 198       |